# Arturo Ardao
Arturo Ardao, né à Minas le 27 septembre 1912 et mort à Montevideo le 22 septembre 2003, est un écrivain, philosophe et historien uruguayen. 

## Biographie
Né à Minas, en Uruguay. Il a étudié le droit et des sciences sociales à l'Université de la République (UdelaR) de Montevideo. Il a également étudié la philosophie et l'histoire des idées. Pendant la dictature de 1973-1985, Ardao s'exile au Venezuela.
Ardao a été nommé docteur honoris causa par l'Université de la République. 

## Œuvres
- 1937: Vida de Basilio Muñoz. Hombre de ayer, de hoy y de mañana, coauteur avec Julio Castro.
- 1945: Filosofía preuniversitaria en el Uruguay
- 1950: Espiritualismo y Positivismo en el Uruguay
- 1950: La Universidad de Montevideo, su evolución histórica
- 1951: Batlle y Ordóñez y el positivismo filosófico
- 1956: La filosofía en el Uruguay en el siglo XX
- 1962: Racionalismo y Liberalismo en el Uruguay
- 1962: La filosofía polémica de Feijoo
- 1963: Filosofía de lengua española"
- 1972: Etapas de la inteligencia uruguaya
- 1976: Espacio e Inteligencia
- 1978: Estudios latinoamericanos de Historia de las Ideas
- 1980: Génesis de la idea y el nombre de América Latina
- 1983/1993: Espacio e inteligencia (Caracas/Montevideo)
- 1986: Nuestra América Latina
- 1987: La inteligencia latinoamericana
- 1991: Romania y América Latina
- 1992: España en el origen del nombre América Latina
- 1996: La tricolor revolución de enero: recuerdos personales y documentos olvidados
- 1997: Lógica y metafísica en Feijoo
- 2000: La lógica de la razón y la lógica de la inteligencia
- 2001: Desde cuándo el culto artiguista